# Leszek Kuchciński
Leszek Kuchciński (ur. 6 marca 1915 w Wilnie, zm. w maju 1947), ps. „Bigiel”, „Podkowa”, „Leszek”, nazwisko konspiracyjne „Stanisław Żakowski”, ppor. rez. W konspiracji od 1940 m.in. w Tajnej Armii Polskiej, Konfederacji Narodu, a od wiosny 1945 członek siatki wywiadowczej – najpierw Obszaru Centralnego Delegatury Sił Zbrojnych, następnie szef Oddziału Bezpieczeństwa i Służb Politycznych w ramach komórki wywiadowczej Obszaru Centralnego Zrzeszenia WiN. Podejrzewany przez niektórych historyków o denuncjację grupy Witolda Pileckiego.

## Życiorys
Urodził się 6 marca 1915 w Wilnie. W Suwałkach ukończył Gimnazjum im. Karola Brzostowskiego. Podczas nauki w gimnazjum należał do Obozu Narodowo-Radykalnego (ONR), miał brata Jerzego. Kuchciński w czasie drugiej wojny światowej m.in. był członkiem Tajnej Armii Polskiej, w której był oficerem oświatowym. Od wiosny 1945 r. był członkiem siatek wywiadowczych – najpierw Obszaru Centralnego Delegatury Sił Zbrojnych, a następnie Zrzeszenia WiN. Tadeusz Płużański we wrześniu 1946 wprowadził do tzw. grupy Pileckiego „Leszka” Kuchcińskiego, którego znał z czasów konspiracji w TAP. Siatka "Witolda" była kilka miesięcy obserwowana, w związku z czym oficerowie śledczy dysponowali bogatym dossier grupy.
Kuchciński od zwerbowanego przez siebie pracownika Ministerstwa Bezpieczeństwa Publicznego (MBP) Wacława Alchimowicza, dostarczał informacje i tajne dokumenty najpierw siatce podziemnej WiN, a od jesieni 1946 za pośrednictwem Płużańskiego Witoldowi Pileckiemu.
Na podstawie otrzymanych informacji od Alchimowicza powstał raport, podpisany pseudonimem „Brzeszczot”. Raport zawierał opis struktury organizacyjnej MBP i charakterystykę jego władz, sugestię o konieczności przeprowadzenia „likwidacji mózgów MBP”, tj. osób należących do ścisłego kierownictwa MBP. Po poprawieniu stylistycznym i przepisaniu na maszynie przez Płużańskiego „Raport Brzeszczota” otrzymał Pilecki, który przekazał go na Zachód przez „Elżbietę”.
Według informacji uzyskanej przez Płużańskiego od Alicji Pintarowej Kuchciński miał być zlikwidowany – „poszedł do piachu”. W aktach IPN znajduje się notatka o pozbawieniu Kuchcińskiego życia w maju 1947.

## Nowe ustalenia
W 2019 roku dr Anna Mandrela w książce „Kto zdradził Witolda Pileckiego?” przedstawiła zupełnie inną wersję historii Leszka Kuchcińskiego. W oparciu o akta IPN autorka wskazuje, że Kuchciński był zwerbowany na agenta przez Wacława Alchimowicza, ale tylko dla ułatwienia przekazywania informacji z MBP do organizacji WiN. Ten fikcyjny werbunek ułatwiał ich konspiracyjne kontakty. W aktach nie ma meldunków Leszka Kuchcińskiego, które miałyby się przyczynić do aresztowania grupy Pileckiego. Do aresztowań rtm. Pileckiego i jego towarzyszy doszło z powodu meldunków Kazimierza Czarnockiego ps. „Zieliński”. Kuchciński do końca ufał Czarnockiemu i nie spodziewał się, że jego kolega zdradza  organizację. Kpt. Alchimowicz przez Kuchcińskiego ostrzegał, że WiN jest rozpracowywany przez agenturę oraz że wkrótce mają nastąpić aresztowania. Niestety te informacje Leszek Kuchciński przekazywał Czarnockiemu, który współpracował z bezpieką.
W aktach IPN nie ma dokumentów, które potwierdzałyby wspólne zamieszkanie Leszka Kuchcińskiego z Tadeuszem Płużańskim przed aresztowaniem grupy Pileckiego. Zachowane akta z obserwacji za Kuchcińskim i Płużańskim pokazują, że spotykali się w Warszawie, po czym Kuchciński sam wracał do Piastowa, gdzie zamieszkiwał.
Na początku maja 1947 roku żona Leszka Kuchcińskiego straciła z nim kontakt i przez wiele miesięcy nie potrafiła się dowiedzieć, co się z nim stało. Dopiero po dziesięciu latach Bronisław Czarnowski przekazał jej, że Leszek Kuchciński został zamordowany podczas próby ucieczki przed aresztowaniem na początku maja 1947 roku.
W 1990 roku rodzina rozpoczęła śledztwo w sprawie zaginięcia Leszka Kuchcińskiego. Śledztwo zawieszono w 1999 roku, wszczęto ponownie w 2001 i po kilku miesiącach umorzono. Syn Leszka Kuchcińskiego, Jacek domagał się kontynuowania śledztwa:
„W klimacie aktywnych działań UB przez poszukiwania mojego ojca, urządzanie zasadzek, ojciec mój w roku 1947 maj zaginął w niewyjaśnionych okolicznościach. Okoliczności powyższe w sposób oczywisty prowadzą do oczywistego wniosku, że w konkretnym przypadku popełnione zostało przez funkcjonariuszy  zbirów UB na moim ojcu morderstwo”.
Śledztwo nie zostało jednak kontynuowane. W 2018 r. pracownicy Biura Poszukiwań i Identyfikacji IPN pobrali DNA od siostry Leszka Kuchcińskiego w celu próby odnalezienia i identyfikacji jego szczątków.